# Sequestro dos uruguaios
Sequestro dos uruguaios é como ficou conhecido o episódio em que militares uruguaios, com a colaboração de militares brasileiros, em Porto Alegre, sequestraram de forma clandestina dois ativistas uruguaios, Lilián Celiberti e Universindo Díaz, e duas crianças em solo brasileiro. A operação é um exemplo de cooperações entre os serviços secretos das ditaduras do Cone Sul, sob o nome de Operação Condor. Uma ligação anônima alerta dois jornalistas brasileiros, Luiz Cláudio Cunha e J.B. Scalco, da revista Veja, que descobrem em flagrante a operação. Ao cobrirem o caso, as reportagens geram a indignação da opinião pública mundial e obrigam  a ditadura uruguaia a manter vivos o casal sequestrado.

## O episódio
Um comando do Exército uruguaio, com a conivência do regime militar brasileiro, saiu de Montevidéu, atravessou clandestinamente a fronteira, em Novembro de 1978, e desembarcou em Porto Alegre, onde sequestrou um casal de militantes da oposição uruguaia, Universindo Rodríguez Díaz e Lílian Celiberti e seus dois filhos, Camilo (8 anos) e Francesca (3 anos).

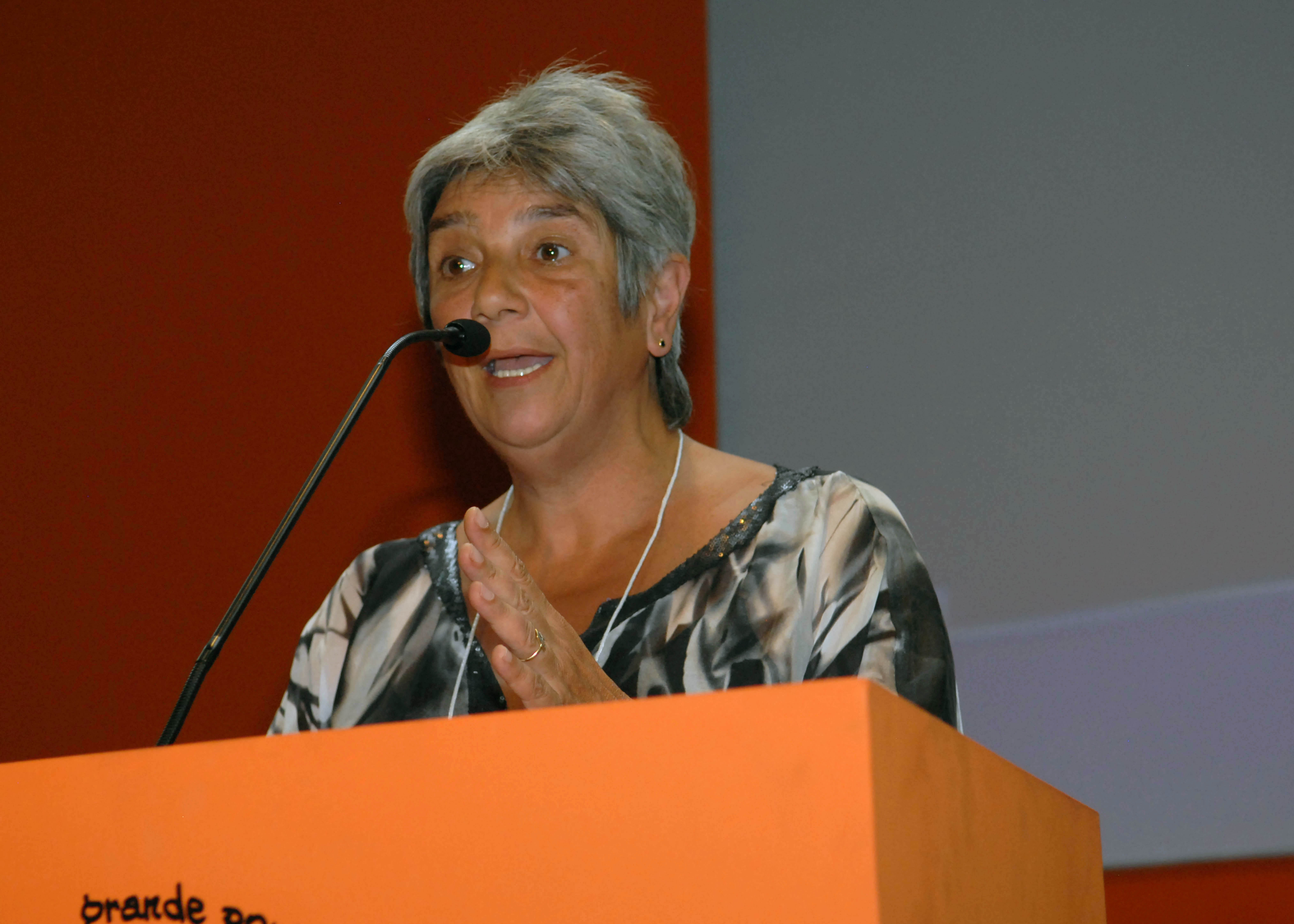
Lilián Celiberti, sequestrada pela Operação Condor, em 1978, discursa no Fórum Social Mundial, 2010.

A operação ilegal foi descoberta quando dois jornalistas brasileiros - o repórter Luiz Cláudio Cunha e o fotógrafo João Baptista Scalco, da sucursal da revista Veja no Rio Grande do Sul - alertados por um telefonema anônimo, foram ao apartamento onde o casal morava, no bairro do Menino Deus, na capital gaúcha . Lá, confundidos com companheiros dos uruguaios, os jornalistas foram recebidos por homens armados, que mantinham Lílian prisioneira. Universindo e as crianças já tinham sido levados clandestinamente para o Uruguai . A inesperada aparição dos jornalistas quebrou o sigilo da operação, que foi desmontada às pressas para levar Lilián também a Montevidéu.
O fracasso da operação evitou que os sequestrados fossem mortos. A denúncia do sequestro, que ganhou as manchetes da imprensa brasileira, se transformou num escândalo internacional, que constrangeu os regimes militares do Brasil e do Uruguai. As duas crianças foram entregues, dias depois, aos avós. Lilián e Universindo, presos e torturados no Brasil, ficaram cinco anos nas prisões militares do Uruguai. Com a democratização uruguaia, em 1984, o casal foi libertado e confirmou os detalhes do sequestro
O trabalho de investigação da revista Veja e dos repórteres Cunha e Scalco foi distinguido, em 1979, com o Prêmio Esso, prêmio principal, à época a mais importante premiação da imprensa brasileira. Apesar de toda a repercussão internacional do caso, Lilián e Universindo foram levados clandestinamente para o Uruguai, onde ficaram presos por cinco anos.
Em 2008, trinta anos após o sequestro, Cunha escreveu o livro Operação Condor. O sequestro dos uruguaios. Uma reportagem dos tempos da ditadura, publicado pela L&PM Editores. No livro, o jornalista conta detalhes da investigação jornalística que o levou a desmascarar a polícia brasileira que participara de uma ação da Operação Condor.

## Processo
Em 1980, a Justiça brasileira condenou dois policiais - os inspetores Orandir Portassi Lucas (conhecido como "Didi Pedalada", ex-jogador de futebol do Internacional e do Atlético Paranaense) e João Augusto da Rosa, do DOPS (Departamento de Ordem Política e Social) gaúcho, braço estadual da repressão política – como os homens armados que receberam os jornalistas no apartamento da rua Botafogo. Ambos foram identificados pelos repórteres e pelo casal uruguaio como participantes do sequestro, confirmando o envolvimento brasileiro na Operação Condor dos uruguaios em solo gaúcho.
O chefe do DOPS, delegado Pedro Seelig, identificado pelo casal uruguaio como o responsável pela operação em Porto Alegre, foi denunciado na Justiça e defendido pelo advogado Oswaldo de Lia Pires, mas absolvido por falta de provas. Quatro oficiais da secreta Companhia de Contra-Informações do Exército uruguaio – dois majores e dois capitães – participaram do sequestro na capital gaúcha, com autorização das autoridades brasileiras . Um deles, o capitão Glauco Yanonne, torturou pessoalmente Universindo na sede do DOPS, em Porto Alegre. Apesar do reconhecimento do casal, nenhum militar uruguaio foi processado pela Justiça em Montevidéu, com base na Lei de Impunidade que garantiu anistia aos envolvidos na repressão.

### Reconhecimento oficial do sequestro e identificação do autor da chamada anônima
Em 1991, por iniciativa do governador Pedro Simon, o Estado do Rio Grande do Sul reconheceu o sequestro e indenizou os uruguaios, gesto que o regime democrático de Montevidéu repetiu no ano seguinte, no governo do presidente Luís Alberto Lacalle.
O autor do telefonema anônimo, Hugo Cores, um ex-preso político uruguaio que vivia clandestinamente em São Paulo na época do sequestro, disse à imprensa brasileira, em 1993: “Todos os uruguaios sequestrados no exterior, algo em torno de 180, estão desaparecidos até hoje. Os únicos que sobreviveram são Lílian, as crianças e Universindo”.
O sequestro dos uruguaios em Porto Alegre acabou sendo o único fracasso de repercussão internacional da Operação Condor, entre centenas de ações clandestinas das forças de repressão das ditaduras do Cone Sul da América Latina, responsáveis por milhares de mortos e desaparecidos no período 1975-1985.
Um quadro sobre a repressão política na região, montado pelo jornalista brasileiro Nilson Mariano, faz uma estimativa sobre o número de mortos e desaparecidos naquela década: 297 no Uruguai, 366 no Brasil, 2.000 no Paraguai, 3.196 no Chile e 30.000 na Argentina.  Os números dos ‘Arquivos do Terror’ - um conjunto de 60 mil documentos, pesando quatro toneladas e somando 593 mil páginas micro filmadas - descobertos pelo ex-preso político paraguaio Martín Almada na cidade de Lambaré, Paraguai, em 1992, são ainda mais expressivos: no total, o saldo da Operação Condor no Cone Sul,  chegaria a 50.000 mortos, 30.000 desaparecidos e 400.000 presos.

#### Processo do jornalista Luiz Cláudio Cunha por um dos sequestradores, João Augusto da Rosa, codinome "Irno"
Em 25 de maio de 2011, o Tribunal de Justiça do Rio Grande do Sul confirmou, por unanimidade, a decisão da juíza Cláudia Maria Hardt que, em 6 de julho de 2010, julgou improcedente a ação do sequestrador do DOPS, João Augusto da Rosa, codinome "Irno", contra o jornalista Luiz Cláudio Cunha, autor do livro Operação Condor: o sequestro dos uruguaios (L&PM Editores, 2008). O sequestrador pedia indenização por danos morais devido à menção no livro de sua participação no sequestro de Lilián Celiberti e Universindo Díaz. Este episódio, que ficou conhecido como "o sequestro dos uruguaios", aconteceu em Porto Alegre, em 1978, fruto de uma ação conjunta dos órgãos de repressão uruguaios e brasileiros. O Tribunal de Justiça do Rio Grande do Sul não apenas recusou o recurso dos advogados do sequestrador por unanimidade, como fez constar na sentença voto de louvor à decisão da juíza Cláudia Maria Hardt.